# Wakfu : Les Gardiens
Pour les articles homonymes, voir Wakfu.
Wakfu : Les Gardiens, abrégé en WLG, est un jeu de rôle en ligne massivement multijoueur (MMOPRG) sur navigateur web, produit, développé et édité par Ankama Games. Sorti en 2009, il constitue le premier jeu vidéo de la filiale, et le deuxième MMORPG de l'entreprise Ankama, cinq ans après Dofus, qui s'inscrit dans le même univers.
Le jeu affiche des graphismes plus complexes que les jeux précédents et sa version 2.0 est sortie le 26 février 2011, soit trois ans après la sortie du jeu. Le studio Ankama décide de l'arrêter le 14 octobre 2014, le même jour qu'Arena, un autre MMORPG sorti en 2010.

## Principe de jeu
Dans ce jeu, le joueur incarne un Éliatrope. Les personnages de Dofus (Crâ, Xelor, etc.) n'y existent pas. Le joueur parcourt une carte où le but est d'aller dans les donjons de chaque épisode apparaissant au fil de la diffusion des épisodes sur France 3.
Chaque donjon peut être joué seul ou à plusieurs, la difficulté du donjon augmentant avec le nombre de joueurs.
La différence avec Dofus est présente sur plusieurs points :
- Chaque donjon fait gagner un niveau ;
- Les sorts s'apprennent et augmentent tout seul au fil des niveaux ;
- Il n'y a pas de point de caractéristiques - c'est automatique.

Possibilités de Wakfu : Les Gardiens (à part les donjons, les joueurs peuvent faire d'autres choses) :
- Fabrication d'équipements grâce aux objets gagnés dans les donjons et récoltés dans le jeu ;
- Création de potions comme dans Dofus ;
- Une zone PVP (joueur contre joueur) ;
- Plusieurs zones inédites comme celle du Père Noël.

## Résumé
L'univers de Wakfu : Les Gardiens, adressé aux plus jeunes, a été créé en se basant sur le dessin animé Wakfu diffusé en 2008 sur France 3. Le jeu permet de jouer un Éliatrope, une classe veillant sur le monde des Douze. Une nouvelle zone de jeu sortait chaque semaine en même temps qu’un nouvel épisode de Wakfu ainsi qu'une histoire propre au jeu.